# Nowa Wieś (gromada w powiecie nidzickim)
Nowa Wieś (na samym początku Nowawieś) – dawna gromada, czyli najmniejsza jednostka podziału terytorialnego Polskiej Rzeczypospolitej Ludowej w latach 1954–1972.
Gromady, z gromadzkimi radami narodowymi (GRN) jako organami władzy najniższego stopnia na wsi, funkcjonowały od reformy reorganizującej administrację wiejską przeprowadzonej jesienią 1954 do momentu ich zniesienia z dniem 1 stycznia 1973, tym samym wypierając organizację gminną w latach 1954–1972.
Gromadę Nowawieś (w formie zespojonej) z siedzibą GRN w Nowejwsi (w obecnym brzmieniu Nowa Wieś Wielka) utworzono – jako jedną z 8759 gromad na obszarze Polski – w powiecie mławskim w woj. warszawskim, na mocy uchwały nr VI/10/8/54 WRN w Warszawie z dnia 5 października 1954. W skład jednostki weszły obszary dotychczasowych gromad Bielawy, Jabłonowo-Maćkowięta i Nowawieś ze zniesionej gminy Mława oraz obszary dotychczasowych gromad Krusze, Kownatki-Falencino, Piotrkowo, Waśniewo-Grabowo i Zaborowo ze zniesionej gminy Szczepkowo w tymże powiecie.
1 stycznia 1955 gromadę włączono do powiatu nidzickiego w woj. olsztyńskim.
Począwszy od 1955 roku, jednostka występuje jako gromada Nowa Wieś, tzn. w formie dwuwyrazowej).
W 1957 roku gromada miała 15 członków gromadzkiej rady narodowej.
Gromadę zniesiono 31 grudnia 1961, a jej obszar włączono do gromady Janowiec Kościelny w tymże powiecie.